# Hermann Freiherr von Harder
Hermann Gustav Fritz Freiherr von Harder und von Harmhove (* 25. Juli 1897 in Hamburg; † 15. März 1983 in Zams (Tirol)) war Kaufmann, Mitinhaber des Handelsunternehmens „Harder und de Voss“, Volkswirt und Reichshauptstellenleiter im Reichsministerium für die besetzten Ostgebiete (Ostministerium).

## Lebensweg bis Mai 1945
Hermann Freiherr von Harder besuchte von 1903 bis 1917 die Oberrealschule in Hamburg, die er mit dem Abitur abschloss. Er diente im Ersten Weltkrieg in einem preußischen Kavallerieregiment. Von 1919 bis 1924 studierte Freiherr von Harder Nationalökonomie (Volkswirtschaftslehre) in Göttingen und Hamburg. Von 1923 bis 1941 war er Gesellschafter der Harder & de Voss Lebensmittel-Gesellschaft für Export mbH, Hamburg (später: Hermann Harder & Co. GmbH).
Zum 1. Mai 1933 trat Hermann Freiherr von Harder der NSDAP bei (Mitgliedsnummer 3.042.149). Im Jahr 1935 trat er ins Außenpolitische Amt der NSDAP (APA) unter Alfred Rosenberg ein. Von Januar 1935 bis 1941 war er dort Referent für den Nahen Osten und Stellvertreter des Abteilungsleiters Außenhandel. Zeitweilig hatte er auch dienstliche Aufträge in Rumänien auszuführen. 1939 wurde er Oberabschnittsleiter. Im Mai 1940 wurde der Rittmeister von Harder zur Wehrmacht eingezogen und leistete bis Oktober 1940 Militärdienst bei der Kavallerie-Ersatz-Abteilung 9 in Fürstenwalde/Spree. Von 1941 bis 1945 war Hermann Freiherr von Harder Abteilungsleiter und Stellvertreter beim Beauftragten für Sonderfragen im 1941 neu geschaffenen Reichsministerium für die besetzten Ostgebiete (RMfdbO), dem Alfred Rosenberg vorstand. Freiherr von Harder war von Rosenberg bereits ab April 1941 als Stellvertreter von Reichsamtsleiter Walter Malletke in der Leitung der Abteilung „Wirtschaftspolitische Koordination“ vorgesehen. 1942 wurde Freiherr von Harder Hauptstellenleiter. 1942 wurde er Stellvertreter von Walter Malletke, dem Stellvertreter Alfred Rosenbergs, und zuständig u. a. für Russland, die Ukraine, das Baltikum und den Einsatz europäischer Freiwilliger in den besetzten Ostgebieten. Von Harder begleitete im Juni 1942 eine Delegation niederländischer Wirtschaftsfunktionäre unter Leitung von M.M. Rost van Tonningen, dem Präsidenten der Nederlandsche Oost Compagnie, auf deren Reise ins „Ostland“. In den letzten Kriegswochen, von April bis Anfang Mai 1945, diente Freiherr von Harder erneut als Rittmeister bei der Kavallerie-Ersatz-Abteilung 9, die in den Endkämpfen um Berlin eingesetzt war.

## Lebensweg nach dem Ende des Zweiten Weltkriegs

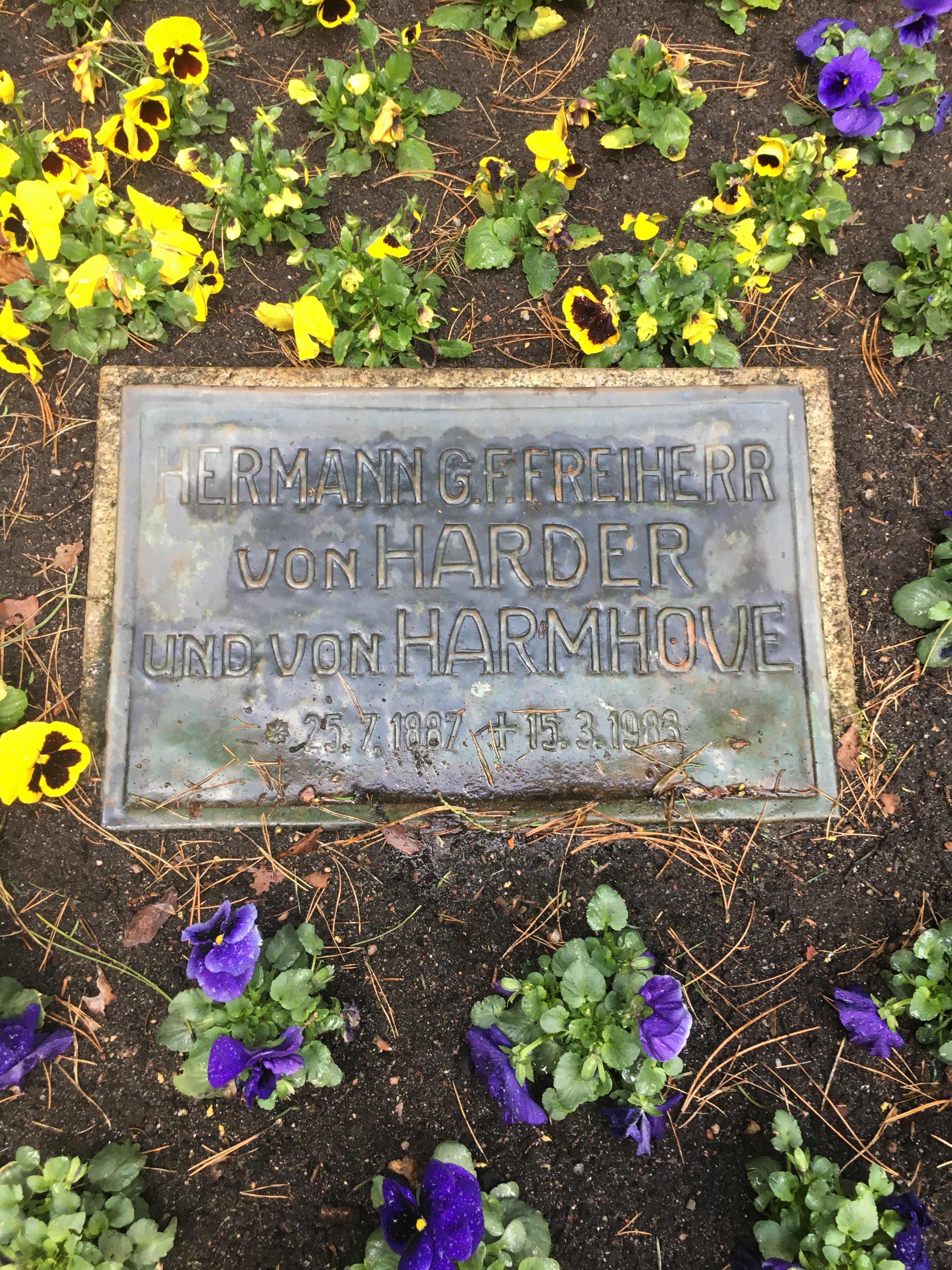
Grabstätte Hermann Freiherr von Harder auf dem Hamburger Friedhof Ohlsdorf

Von Juni 1945 bis November 1946 war Freiherr von Harder interniert. Im Juli 1949 wurde ein Spruchgerichts-Ermittlungsverfahrens wegen seiner Zugehörigkeit zum Korps der politischen Leiter der NSDAP beim Spruchgericht Bergedorf gegen ihn eingestellt. Im selben Jahr wurde er in seinem Entnazifizierungsverfahren in Hamburg in die Kategorie V („Entlasteter“) eingestuft. Er wurde wieder Geschäftsführer und Inhaber der Hermann Harder & Co. Import und Export GmbH, Hamburg. Hermann Freiherr von Harder starb am 15. März 1983 in Zams (Tirol).